# Decomposizione LU
In algebra lineare una decomposizione LU, o decomposizione LUP o decomposizione di Doolittle è una fattorizzazione di una matrice in una matrice triangolare inferiore {\displaystyle L}, una matrice triangolare superiore {\displaystyle U} e una matrice di permutazione {\displaystyle P}. Questa decomposizione è usata in analisi numerica per risolvere un sistema di equazioni lineari, per calcolare l'inversa di una matrice o per calcolare il determinante di una matrice.

## Idea intuitiva
Si immagini di dover risolvere un sistema di equazioni lineari come un puzzle complesso. La decomposizione LU è come scomporre questo puzzle in due puzzle più semplici da risolvere in sequenza.
Una matrice {\displaystyle A} può essere "spezzata" in due parti più managevoli:
- una matrice triangolare inferiore {\displaystyle L} (Lower) - ha tutti zeri sopra la diagonale;
- una matrice triangolare superiore {\displaystyle U} (Upper) - ha tutti zeri sotto la diagonale.

È come dire: invece di risolvere direttamente {\displaystyle Ax=b}, risolviamo prima {\displaystyle Ly=b} (facile, perché {\displaystyle L} è triangolare), poi {\displaystyle Ux=y} (anche questo facile, perché {\displaystyle U} è triangolare).

### Perché è utile?
La decomposizione LU è vantaggiosa per tre motivi principali:
Riutilizzo computazionale: se si deve risolvere lo stesso sistema con diversi termini noti {\displaystyle b}, si fa la decomposizione una volta sola e poi si riutilizza. È come assemblare una volta per tutte gli attrezzi giusti, poi usarli per molti lavori simili.
Efficienza numerica: risolvere due sistemi triangolari è molto più veloce che risolvere direttamente il sistema originale. Le matrici triangolari si risolvono "a cascata" dall'alto verso il basso o viceversa.
Stabilità: con il pivoting (scambi di righe), il metodo diventa numericamente stabile anche per matrici "difficili".

## Come funziona l'algoritmo (versione semplificata)
L'algoritmo è sostanzialmente l'eliminazione gaussiana, ma invece di dimenticare i passaggi intermedi, vengono inlcusi come parte dell'output:
Passo 1: Trasformare la matrice {\displaystyle A} in triangolare superiore {\displaystyle U} usando l'eliminazione gaussiana.
Passo 2: Includere tutti i "moltiplicatori" usati nell'eliminazione in una matrice triangolare inferiore {\displaystyle L}.
Passo 3: Se servono scambi di righe per la stabilità numerica, tenerne traccia con una matrice di permutazione {\displaystyle P}.
Risultato: {\displaystyle PA=LU}, dove {\displaystyle P} rappresenta gli scambi di righe.

### Esempio
Si consideri il sistema:
{\displaystyle {\begin{cases}2x+3y=8\\4x+7y=18\end{cases}}}
In forma matriciale:
{\displaystyle {\begin{pmatrix}2&3\\4&7\end{pmatrix}}{\begin{pmatrix}x\\y\end{pmatrix}}={\begin{pmatrix}8\\18\end{pmatrix}}.}
La decomposizione LU produrrebbe:
- {\displaystyle L={\begin{pmatrix}1&0\\2&1\end{pmatrix}}} (il moltiplicatore 2 viene "ricordato");
- {\displaystyle U={\begin{pmatrix}2&3\\0&1\end{pmatrix}}} (matrice triangolare superiore).

## Applicazioni pratiche
La decomposizione LU non è solo teoria accademica, ma ha applicazioni concrete:
Ingegneria strutturale: analisi di telai e travi, dove lo stesso sistema strutturale deve essere analizzato sotto carichi diversi.
Circuiti elettrici: simulazione di reti elettriche complesse, dove la topologia del circuito resta fissa ma cambiano i valori di corrente e tensione.
Computer grafica: trasformazioni geometriche e rendering 3D, dove le stesse matrici di trasformazione vengono applicate a molti punti.
Analisi finanziaria: modelli di portafoglio e pricing di derivati, dove la struttura di correlazione tra asset rimane stabile.
Simulazioni fisiche: fluidodinamica, meccanica dei solidi, dove le equazioni differenziali vengono discretizzate in grandi sistemi lineari che cambiano nel tempo ma mantengono una struttura simile.

## Definizione
Sia {\displaystyle A} una matrice invertibile. Allora {\displaystyle A} può essere decomposta come:
{\displaystyle PA=LU}
dove {\displaystyle P} è una matrice di permutazione, {\displaystyle L} è una matrice triangolare inferiore a diagonale unitaria ({\displaystyle l_{ii}=1,} per ogni {\displaystyle i}) e {\displaystyle U} è una matrice triangolare superiore.

## Idea principale
La decomposizione {\displaystyle LU} è simile all'algoritmo di Gauss. Nell'eliminazione gaussiana si prova a risolvere l'equazione matriciale:
{\displaystyle Ax=b.}
Il processo di eliminazione produce una matrice triangolare superiore {\displaystyle U} e trasforma il vettore {\displaystyle b} in {\displaystyle b'}
{\displaystyle Ux=b'.}
Poiché {\displaystyle U} è una matrice triangolare superiore, questo sistema di equazioni si può risolvere facilmente tramite sostituzione all'indietro.
Durante la decomposizione {\displaystyle LU}, però, {\displaystyle b} non è trasformato e l'equazione può essere scritta come:
{\displaystyle Ax=LUx=b,}
così si può riutilizzare la decomposizione se si vuole risolvere lo stesso sistema per un differente {\displaystyle b}.
Nel caso più generale, nel quale la fattorizzazione della matrice comprende anche l'utilizzo di scambi di riga nella matrice, viene introdotta anche una matrice di permutazione {\displaystyle P}, ed il sistema diventa:
{\displaystyle {\begin{cases}Ly=Pb\\Ux=y.\end{cases}}}
La risoluzione di questo sistema permette la determinazione del vettore {\displaystyle x} cercato.

## Algoritmo
Applicando delle serie di trasformazioni elementari di matrice (cioè moltiplicazioni di {\displaystyle A} a sinistra) si costruisce una matrice triangolare superiore {\displaystyle U} che parte da {\displaystyle A}. Questo metodo è chiamato metodo di Gauss. Queste trasformazioni elementari di matrice sono tutte delle trasformazioni lineari di tipo combinatorio (il terzo tipo elencato nella voce "Matrice elementare"). Si supponga che {\displaystyle T} sia il prodotto di {\displaystyle N} trasformazioni {\displaystyle T_{N}\dots T_{2}T_{1}=T}, allora la matrice triangolare superiore è:
{\displaystyle TA=T_{N}\dots T_{2}T_{1}A=\colon U.}
L'inversa della matrice {\displaystyle T} è:
{\displaystyle T^{-1}=T_{1}^{-1}T_{2}^{-1}\dots T_{N}^{-1}.}
Come l'algoritmo di Gauss usa solo la terza forma dei tre tipi di trasformazioni elementari di matrice rendendo {\displaystyle A} triangolare superiore, si può dedurre che tutte le {\displaystyle T_{i}^{-1}} sono triangolari inferiori (vedi trasformazioni elementari di matrice). Essendo un prodotto di {\displaystyle T_{i}^{-1}} anche:
{\displaystyle T^{-1}=T_{1}^{-1}T_{2}^{-1}\dots T_{N}^{-1}=\colon L}
è triangolare inferiore.
Si ha quindi la decomposizione della matrice {\displaystyle A} nel prodotto di {\displaystyle L} e {\displaystyle U}:
{\displaystyle LU=T^{-1}TA=A}

## Applicazioni

### Matrici inverse
La fattorizzazione {\displaystyle PA=LU} viene anche usata per calcolare la matrice inversa di {\displaystyle A}. Infatti:
{\displaystyle PA=LU}
{\displaystyle A=P^{-1}LU,}
da cui:
{\displaystyle A^{-1}=(P^{-1}LU)^{-1}=U^{-1}L^{-1}P.}

### Determinante
Un altro utilizzo di questa decomposizione è per il calcolo del determinante della matrice {\displaystyle A}. Infatti:
{\displaystyle A=P^{-1}LU}
implica
{\displaystyle \det A=\det(P^{-1}LU),}
quindi per il teorema di Binet:
{\displaystyle \det A=\det(P^{-1})\det L\det U.}
Sapendo che il determinante di una matrice di permutazione vale {\displaystyle 1} se questa corrisponde ad un numero pari di permutazioni, {\displaystyle -1} altrimenti, e che {\displaystyle \det A^{-1}={\frac {1}{\det A}}}, si ottiene che:
{\displaystyle \det A=(-1)^{s}\det L\det U,}
dove {\displaystyle s} indica il numero di scambi di riga effettuati nel processo (implicitamente indicati nella matrice {\displaystyle P}). Sapendo poi che il determinante di una matrice triangolare è dato dal prodotto dei termini sulla sua diagonale principale, si ha che:
{\displaystyle \det A=\left(-1\right)^{s}\prod _{i=1}^{n}{u_{ii}l_{ii}},}
dove i termini {\displaystyle u_{ij}} e {\displaystyle l_{ij}} indicano l'elemento nella riga {\displaystyle i} e colonna {\displaystyle j} rispettivamente delle matrici {\displaystyle U} e {\displaystyle L.} Ma sapendo anche che i termini sulla diagonale principale di {\displaystyle L} sono tutti {\displaystyle 1}, quindi si può infine concludere:
{\displaystyle \det A=\left(-1\right)^{s}\prod _{i=1}^{n}u_{ii}.}

### Codice in C
```
/* INPUT: A - vettore di puntatori alle righe della matrice quadrata di dimensione N

 *        Tol - Callore della tolleranza minima per identificare quando la matrice è prossima a degenerare

 * OUTPUT: La matrice A è cambiata, contiene sia le matrici L-E e U tali che A = (L-E)+U e P*A = L*U

 *         La matrice di permutazione non è salvata in memoria come una matrice, ma in un vettore

           di interi di dimensione N+1   

 *         contenente gli indici delle colonne in cui la matrice ha come elementi "1". L'ultimo elemento P[N]=S+N, 

 *         dove S è il numero delle righe scambiate necessarie per il calcolo del determinante, det(P)=(-1)^S    

 */

int
 
LUPDecompose
(
double
 
**
A
,
 
int
 
N
,
 
double
 
Tol
,
 
int
 
*
P
)
 
{

    
int
 
i
,
 
j
,
 
k
,
 
imax
;
 

    
double
 
maxA
,
 
*
ptr
,
 
absA
;

    
for
 
(
i
 
=
 
0
;
 
i
 
<=
 
N
;
 
i
++
)

        
P
[
i
]
 
=
 
i
;
 
//Matrice di permutazione unaria, P[N] inizializzato con N

    
for
 
(
i
 
=
 
0
;
 
i
 
<
 
N
;
 
i
++
)
 
{

        
maxA
 
=
 
0.0
;

        
imax
 
=
 
i
;

        
for
 
(
k
 
=
 
i
;
 
k
 
<
 
N
;
 
k
++
)

            
if
 
((
absA
 
=
 
fabs
(
A
[
k
][
i
]))
 
>
 
maxA
)
 
{
 

                
maxA
 
=
 
absA
;

                
imax
 
=
 
k
;

            
}

        
if
 
(
maxA
 
<
 
Tol
)
 
return
 
0
;
 
//La matrice è degenerata

        
if
 
(
imax
 
!=
 
i
)
 
{

            
//pivoting P

            
j
 
=
 
P
[
i
];

            
P
[
i
]
 
=
 
P
[
imax
];

            
P
[
imax
]
 
=
 
j
;

            
//pivoting delle righe di A

            
ptr
 
=
 
A
[
i
];

            
A
[
i
]
 
=
 
A
[
imax
];

            
A
[
imax
]
 
=
 
ptr
;

            
//Conteggio dei pivot partendo da N per il calcolo del determinante

            
P
[
N
]
++
;

        
}

        
for
 
(
j
 
=
 
i
 
+
 
1
;
 
j
 
<
 
N
;
 
j
++
)
 
{

            
A
[
j
][
i
]
 
/=
 
A
[
i
][
i
];

            
for
 
(
k
 
=
 
i
 
+
 
1
;
 
k
 
<
 
N
;
 
k
++
)

                
A
[
j
][
k
]
 
-=
 
A
[
j
][
i
]
 
*
 
A
[
i
][
k
];

        
}

    
}

    
return
 
1
;
  
//Decomposizione conclusa

}

/* INPUT: A,P matrici riempite nella funzione LUPDecompose; b - vettore; N - dimensione

 * OUTPUT: x - vettore soluzione di A*x=b

 */

void
 
LUPSolve
(
double
 
**
A
,
 
int
 
*
P
,
 
double
 
*
b
,
 
int
 
N
,
 
double
 
*
x
)
 
{

    
for
 
(
int
 
i
 
=
 
0
;
 
i
 
<
 
N
;
 
i
++
)
 
{

        
x
[
i
]
 
=
 
b
[
P
[
i
]];

        
for
 
(
int
 
k
 
=
 
0
;
 
k
 
<
 
i
;
 
k
++
)

            
x
[
i
]
 
-=
 
A
[
i
][
k
]
 
*
 
x
[
k
];

    
}

    
for
 
(
int
 
i
 
=
 
N
 
-
 
1
;
 
i
 
>=
 
0
;
 
i
--
)
 
{

        
for
 
(
int
 
k
 
=
 
i
 
+
 
1
;
 
k
 
<
 
N
;
 
k
++
)

            
x
[
i
]
 
-=
 
A
[
i
][
k
]
 
*
 
x
[
k
];

        
x
[
i
]
 
=
 
x
[
i
]
 
/
 
A
[
i
][
i
];

    
}

}

/* INPUT: A,P matrici riempite nella funzione LUPDecompose; N - dimensione

 * OUTPUT: IA è l'inversa della matrice iniziale

 */

void
 
LUPInvert
(
double
 
**
A
,
 
int
 
*
P
,
 
int
 
N
,
 
double
 
**
IA
)
 
{

  

    
for
 
(
int
 
j
 
=
 
0
;
 
j
 
<
 
N
;
 
j
++
)
 
{

        
for
 
(
int
 
i
 
=
 
0
;
 
i
 
<
 
N
;
 
i
++
)
 
{

            
if
 
(
P
[
i
]
 
==
 
j
)
 

                
IA
[
i
][
j
]
 
=
 
1.0
;

            
else

                
IA
[
i
][
j
]
 
=
 
0.0
;

            
for
 
(
int
 
k
 
=
 
0
;
 
k
 
<
 
i
;
 
k
++
)

                
IA
[
i
][
j
]
 
-=
 
A
[
i
][
k
]
 
*
 
IA
[
k
][
j
];

        
}

        
for
 
(
int
 
i
 
=
 
N
 
-
 
1
;
 
i
 
>=
 
0
;
 
i
--
)
 
{

            
for
 
(
int
 
k
 
=
 
i
 
+
 
1
;
 
k
 
<
 
N
;
 
k
++
)

                
IA
[
i
][
j
]
 
-=
 
A
[
i
][
k
]
 
*
 
IA
[
k
][
j
];

            
IA
[
i
][
j
]
 
=
 
IA
[
i
][
j
]
 
/
 
A
[
i
][
i
];

        
}

    
}

}

/* INPUT: A,P matrici riempite nella funzione LUPDecompose; N - dimensione. 

 * OUTPUT: La funzione restituisce il valore del determinante della matrice iniziale

 */

double
 
LUPDeterminant
(
double
 
**
A
,
 
int
 
*
P
,
 
int
 
N
)
 
{

    
double
 
det
 
=
 
A
[
0
][
0
];

    
for
 
(
int
 
i
 
=
 
1
;
 
i
 
<
 
N
;
 
i
++
)

        
det
 
*=
 
A
[
i
][
i
];

    
if
 
((
P
[
N
]
 
-
 
N
)
 
%
 
2
 
==
 
0
)

        
return
 
det
;
 

    
else

        
return
 
-
det
;

}

```

### Codice in C#
```
public
 
class
 
SystemOfLinearEquations

    
{

        
public
 
double
[]
 
SolveUsingLU
(
double
[,]
 
matrix
,
 
double
[]
 
rightPart
,
 
int
 
n
)

        
{

            
// decomposition of matrix

            
double
[,]
 
lu
 
=
 
new
 
double
[
n
,
 
n
];

            
double
 
sum
 
=
 
0
;

            
for
 
(
int
 
i
 
=
 
0
;
 
i
 
<
 
n
;
 
i
++
)

            
{

                
for
 
(
int
 
j
 
=
 
i
;
 
j
 
<
 
n
;
 
j
++
)

                
{

                    
sum
 
=
 
0
;

                    
for
 
(
int
 
k
 
=
 
0
;
 
k
 
<
 
i
;
 
k
++
)

                        
sum
 
+=
 
lu
[
i
,
 
k
]
 
*
 
lu
[
k
,
 
j
];

                    
lu
[
i
,
 
j
]
 
=
 
matrix
[
i
,
 
j
]
 
-
 
sum
;

                
}

                
for
 
(
int
 
j
 
=
 
i
 
+
 
1
;
 
j
 
<
 
n
;
 
j
++
)

                
{

                    
sum
 
=
 
0
;

                    
for
 
(
int
 
k
 
=
 
0
;
 
k
 
<
 
i
;
 
k
++
)

                        
sum
 
+=
 
lu
[
j
,
 
k
]
 
*
 
lu
[
k
,
 
i
];

                    
lu
[
j
,
 
i
]
 
=
 
(
1
 
/
 
lu
[
i
,
 
i
])
 
*
 
(
matrix
[
j
,
 
i
]
 
-
 
sum
);

                
}

            
}

            

            
// lu = L+U-I

            
// Calcolo delle soluzioni di Ly = b

            
double
[]
 
y
 
=
 
new
 
double
[
n
];

            
for
 
(
int
 
i
 
=
 
0
;
 
i
 
<
 
n
;
 
i
++
)

            
{

                
sum
 
=
 
0
;

                
for
 
(
int
 
k
 
=
 
0
;
 
k
 
<
 
i
;
 
k
++
)

                    
sum
 
+=
 
lu
[
i
,
 
k
]
 
*
 
y
[
k
];

                
y
[
i
]
 
=
 
rightPart
[
i
]
 
-
 
sum
;

            
}

            
// Calcolo delle soluzioni di Ux = y

            
double
[]
 
x
 
=
 
new
 
double
[
n
];

            
for
 
(
int
 
i
 
=
 
n
 
-
 
1
;
 
i
 
>=
 
0
;
 
i
--
)

            
{

                
sum
 
=
 
0
;

                
for
 
(
int
 
k
 
=
 
i
 
+
 
1
;
 
k
 
<
 
n
;
 
k
++
)

                    
sum
 
+=
 
lu
[
i
,
 
k
]
 
*
 
x
[
k
];

                
x
[
i
]
 
=
 
(
1
 
/
 
lu
[
i
,
 
i
])
 
*
 
(
y
[
i
]
 
-
 
sum
);

            
}

            
return
 
x
;

        
}

}

```

### Codice in Matlab
```
function
 
x
 
=
 
SolveLinearSystem
(
A, b
)

    
n
 
=
 
length
(
b
);

    
x
 
=
 
zeros
(
n
,
 
1
);

    
y
 
=
 
zeros
(
n
,
 
1
);

    
% Decomposizione della matrice per mezzo del metodo Doolittle

    
for
 
i
 
=
 
1
:
1
:
n

        
for
 
j
 
=
 
1
:
1
:(
i
 
-
 
1
)

            
alpha
 
=
 
A
(
i
,
j
);

            
for
 
k
 
=
 
1
:
1
:(
j
 
-
 
1
)

                
alpha
 
=
 
alpha
 
-
 
A
(
i
,
k
)
*
A
(
k
,
j
);

            
end

            
A
(
i
,
j
)
 
=
 
alpha
/
A
(
j
,
j
);

        
end

        
for
 
j
 
=
 
i
:
1
:
n

            
alpha
 
=
 
A
(
i
,
j
);

            
for
 
k
 
=
 
1
:
1
:(
i
 
-
 
1
)

                
alpha
 
=
 
alpha
 
-
 
A
(
i
,
k
)
*
A
(
k
,
j
);

            
end

            
A
(
i
,
j
)
 
=
 
alpha
;

        
end

    
end

    
% A = L+U-I

    
% calcolo delle soluzioni di Ly = b

    
for
 
i
 
=
 
1
:
1
:
n

        
alpha
 
=
 
0
;

        
for
 
k
 
=
 
1
:
1
:
i

            
alpha
 
=
 
alpha
 
+
 
A
(
i
,
k
)
*
y
(
k
);

        
end

        
y
(
i
)
 
=
 
b
(
i
)
 
-
 
alpha
;

    
end

    
% calcolo delle soluzioni di Ux = y

    
for
 
i
 
=
 
n
:(
-
1
):
1

        
alpha
 
=
 
0
;

        
for
 
k
 
=
 
(
i
 
+
 
1
):
1
:
n

            
alpha
 
=
 
alpha
 
+
 
A
(
i
,
k
)
*
x
(
k
);

        
end

        
x
(
i
)
 
=
 
(
y
(
i
)
 
-
 
alpha
)
/
A
(
i
,
 
i
);

    
end
    

end

```